# Jan Peter Balkenende
Jan Peter Balkenende (Biezelinge, 7. svibnja 1956.) je nizozemski demokršćanski političar, poznat po tome što od 22. srpnja 2002. obavlja dužnost nizozemskog premijera. 
Balkenende se nakon studija priključio demokršćanskoj stranci Kršćanski demokratski poziv (CDA), te 1998. godine prvi put biva izabran u nizozemski parlament. Postupno je napredovao u redovima stranke, te bio njen vodeći kandidat na izborima 2002. godine. Nakon tih izbora formirao je kratkotrajnu koaliciju s Listom Pyma Fortuyna, a nakon njenog kolapsa ostao na položaju formiravši koaliciju s liberalnom strankom VVD i progresivno-liberalnom strankom D66. 30. lipnja 2006. je podnio ostavku, nakon što je progresivno-liberalna stranka D66 odlučila napustiti vladajuću koaliciju.

## Vanjske poveznice
- Profielpagina op parlement.com